# Siège de Malacca (1606)
Pour les articles homonymes, voir Malacca.
Guerre néerlando-portugaise
Le siège de Malacca, qui se déroule du 30 avril au 17 août 1606, est un engagement militaire entre une force néerlandaise commandée par Cornelis Matelief et le commandant portugais André Furtado de Mendonça.  
La petite garnison portugaise réussit à tenir et arrêter les attaques néerlandaises contre la ville jusqu'à l'arrivée de renforts dirigés par Martim Afonso de Castro qui réussissent à faire lever le siège. Après leur départ, les Néerlandais sont à nouveau défaits par les Portugais à la bataille du cap Rachado (18 août 1606).
Des Japonais auraient été présents lors du siège et auraient participé aux combats au côté des Portugais (car leur commerce avec la Chine, qui passait par les Portugais, était ainsi mis en danger par les Néerlandais). André Pessoa, qui commanda un bastion Portugais durant le siège, semble avoir été marqué par la bravoure de ceux-ci lors des sortie de la ville.